# 班克羅夫特鎮區 (明尼蘇達州弗里伯恩縣)
班克羅夫特鎮區（英語：Bancroft Township）是位於美國明尼蘇達州弗里伯恩縣的一個行政鎮區。

## 地方資料
班克羅夫特鎮區的面積為86.80平方千米，當中陸地面積為86.74平方千米，而水域面積為0.06平方千米。根據2020年美國人口普查的數據，當地共有人口792人，而人口密度為每平方千米9.12人。